# 낙선군 묘
낙선군 묘는 대한민국 경기도 연천군 청산면 궁평리에 있다. 1986년 4월 10일 연천군의 향토문화재 제1호로 지정되었다.

## 개요
이숙(1641~1695)은 인조의 아들로 1648년 낙선군으로 봉해졌다.

## 같이 보기
- 낙선군